# Herkules walczący z centaurem
Herkules walczący z centaurem lub Walka Lapity z centaurem – rzeźba dłuta Ludwiga Manzla, znajdująca się na tarasie przed Gmachem Głównym Muzeum Narodowego na Wałach Chrobrego w Szczecinie.
Rzeźba, ufundowana przez szczecińskiego konsula Kiskera, została odsłonięta w 1916 roku. Wykonana z piaskowca, utrzymana w formie klasycyzującego modernizmu, ma 2,4 metra wysokości. Posadowiono ją na betonowym cokole. Pomnik przedstawia dwie splecione w walce, dynamicznie ujęte postacie centaura oraz nagiego, muskularnego mężczyzny. Tożsamość postaci nie jest pewna, według jednej z interpretacji jest to scena centauromachii: walczący z centaurem Lapita. Inni dopatrują się w walczącym z mitycznym potworem mężczyźnie Herkulesa.